# Девизес (замок)
Девизес (англ. Devizes Castle) — средневековый замок в городе Девизес, в графство Уилтшир, Англия. Изначально здесь находилось деревянное укрепление, обнесённое частоколом с главной башней (классический нормандский мотт и бейли). Его возникновение относят к 1080 году. Позднее здесь выросла каменная крепость. Однако от этого сооружения остались только небольшие фрагменты. В ходе реконструкций и перестроек на месте прежней крепости был возведён замок-резиденция, характерный для Викторианской эпохи. Этот комплекс относится к памятникам архитектуры I степени.

## История

### Ранний период

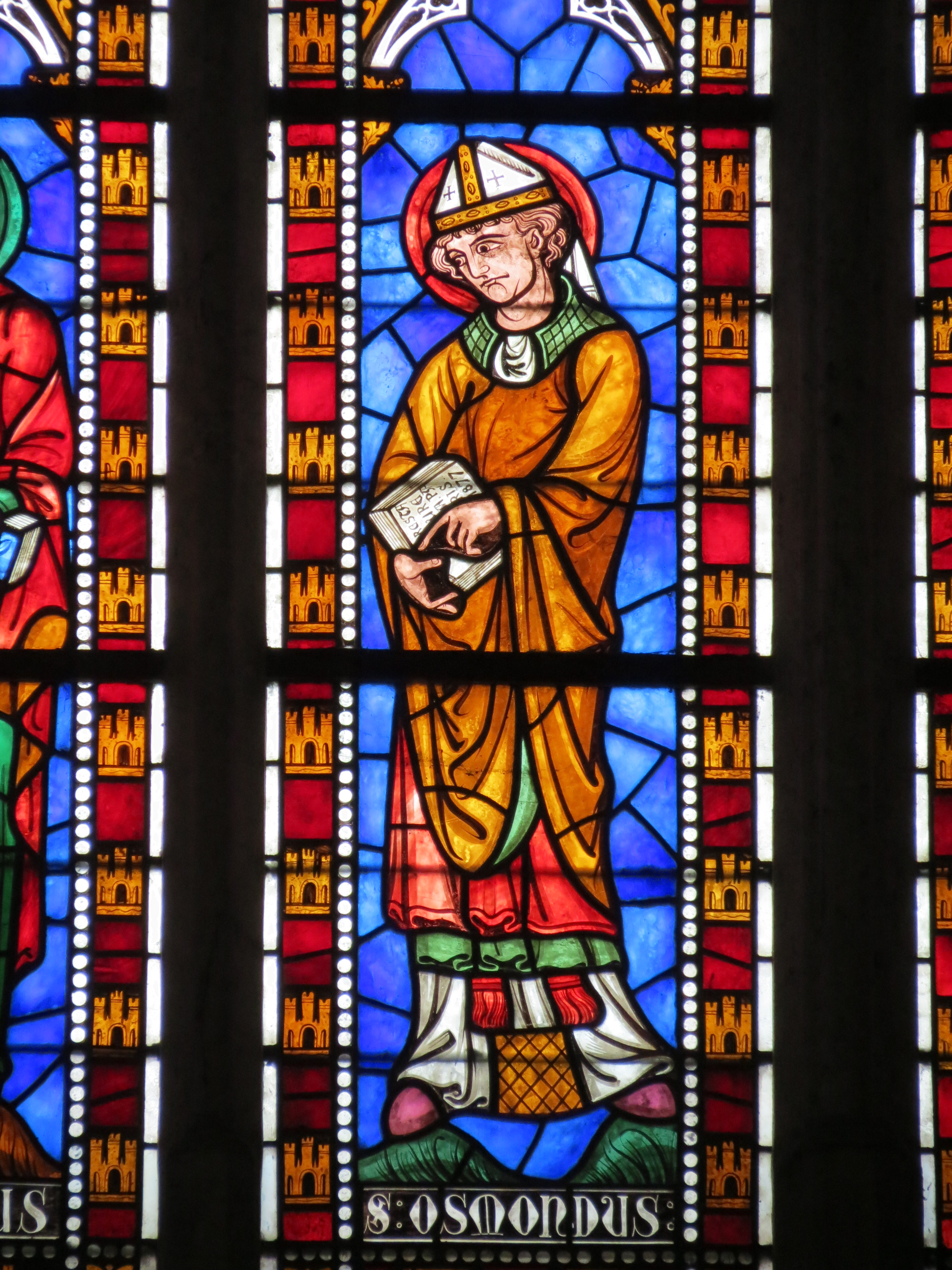
Епископ Осмунд Солсберийский

Первое укрепление, которое относят к типу мотт и бейли (курга́нно-палиса́дный за́мок) на этом месте было построено в 1080 году. Его основал Осмунд, епископ Солсберийский. Комплекс упоминается в Книге Страшного суда 1086 года (поземельной переписи). В документах он известен под своим латинским названием Castrum ad divisas. Это было нормандское деревянно-земляное укрепление, обнесённое глубоким рвом. Место для строительства выбрали не случайно. Здесь сходились границы сразу трёх приходов. Соответственно это позволяло держать под контролем сразу три крестьянские общины. Достаточно быстро вокруг замка вырос город.
Первоначальная крепость серьёзно пострадала в 1113 году во время сильного пожара. Вскоре на месте прежних деревянных укреплений началось строительство каменного замка. Это произошло в 1120 году по инициативе епископа Роджера Солсберийского. Клирик не поскупился на украшения, и сооружение считалось одной из самых красивых крепостей того времени.
В 1130-е годы замок пытались взять под свой контроль король Генрих I, а затем вступивший с ним в конфликт Стефан, король Англии. Однако крепость сумели захватить солдаты императрицы Матильды. Но после переговоров она вернула Девизес королю Стефану. Это произошло после того, как под стены замка был приведён сын Матильды с петлёй на шее. Императрица, испугавшись, что её сына казнят, предпочла капитулировать. Ещё через некоторое время Матильда во второй раз умудрилась захватить замок. Но затем опять оставила его. Девизес в итоге так и остался под прямым королевским управлением.

### XVI—XVII века

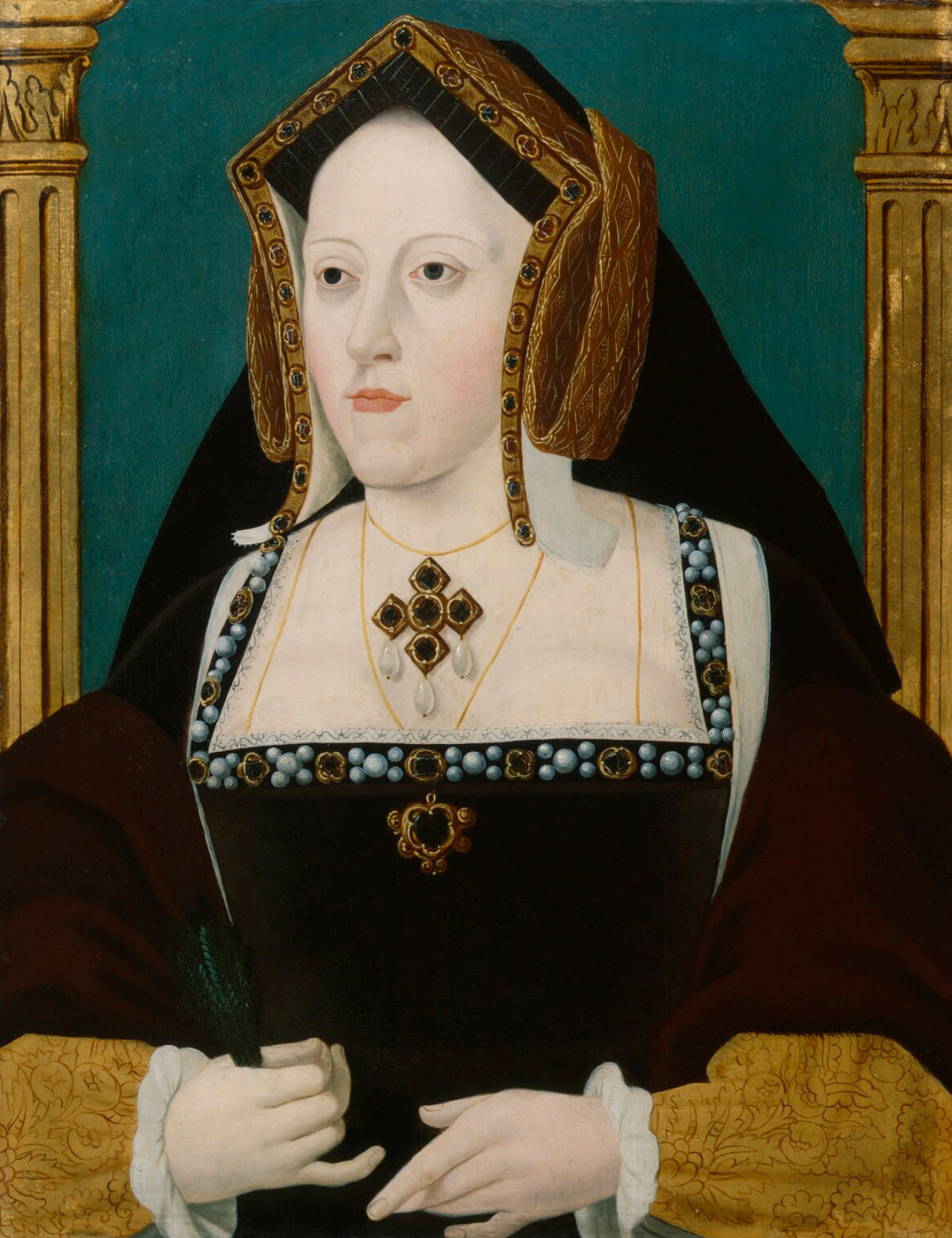
Екатерина Арагонская

Замок и окрестные земли принадлежали короне до XVII века. Короли Генрих II и Генрих III использовали крепость как тюрьму. Затем замок вновь был превращён в жилую резиденцию. В годы правления Генриха VIII Девизес по воле монарха был подарен его супруге Екатерине Арагонской. Однако после «Великого дело короля» (официального развода Генриха VIII с Екатериной) замок снова стал частью королевского домена.
Во время одного из своих путешествий в замке останавливался известный архитектор Джон Торп. В XVII веке здесь была построена кирпичная ветряная мельница.

### Эпоха Английской революции

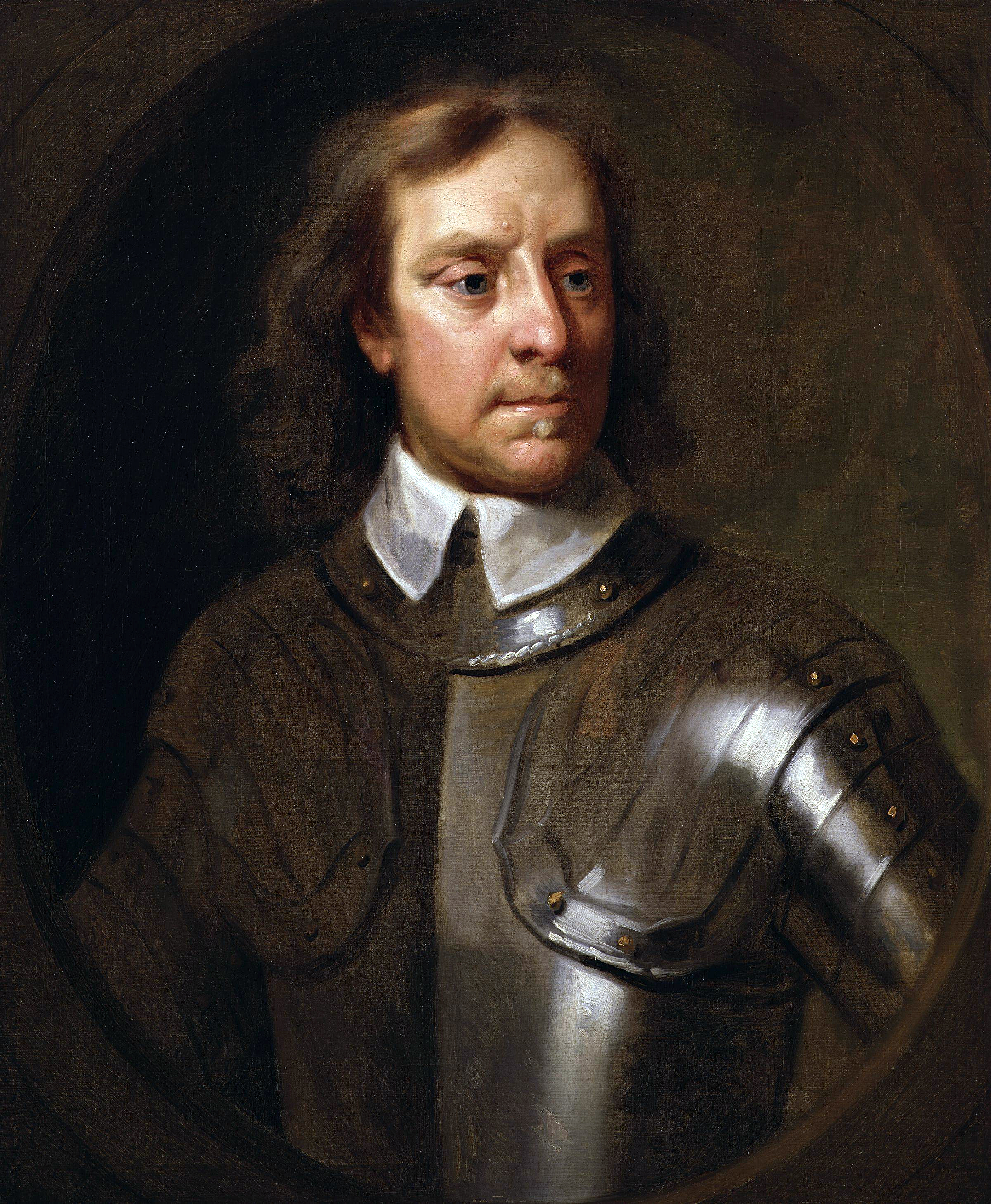
Оливер Кромвель

В 1643 году, во время Английской революции, замок был оккупирован войсками роялистов («кавалеров»). Вскоре к крепости подошла парламентская армия Уильяма Воллера («круглоголовые») и осадила её. Однако всего через три дня в битве при Раундвей-Даун армия Уоллера оказалась разбита отрядами сторонников короля. Девизес на некоторое время стал центральной базой роялистов, которыми командовал лорд Ральф Хоптон. Позднее замок и город оказались под контролем Чарльза Ллойда, главного королевского инженера. Он сумел удержать крепость во время нескольких последовательных осад и штурмов, которые предпринимались «круглоголовыми».
В сентябре 1645 года к городу подступил с крупными силами Оливер Кромвель, лидер сторонников парламента. В его распоряжении были крупные артиллерийские орудия. Кромвель быстро захватил город, а затем приказал начать обстрел замка из тяжёлых орудий. Немногочисленный гарнизон «кавалеров», которых окружили пять тысяч «круглоголовых», всего через несколько дней предпочёл капитулировать. В мае 1648 года по распоряжению парламента замок был превращён в каменоломню (такое решение именовалось Слайтинг, намеренное пренебрежительное отношение). Каменные блоки разрешалось использовать для строительства других местных зданий и сооружений. Однако от первоначального комплекса сохранилась не только часть стен и башен, но также внушительные рвы.

### XIX век

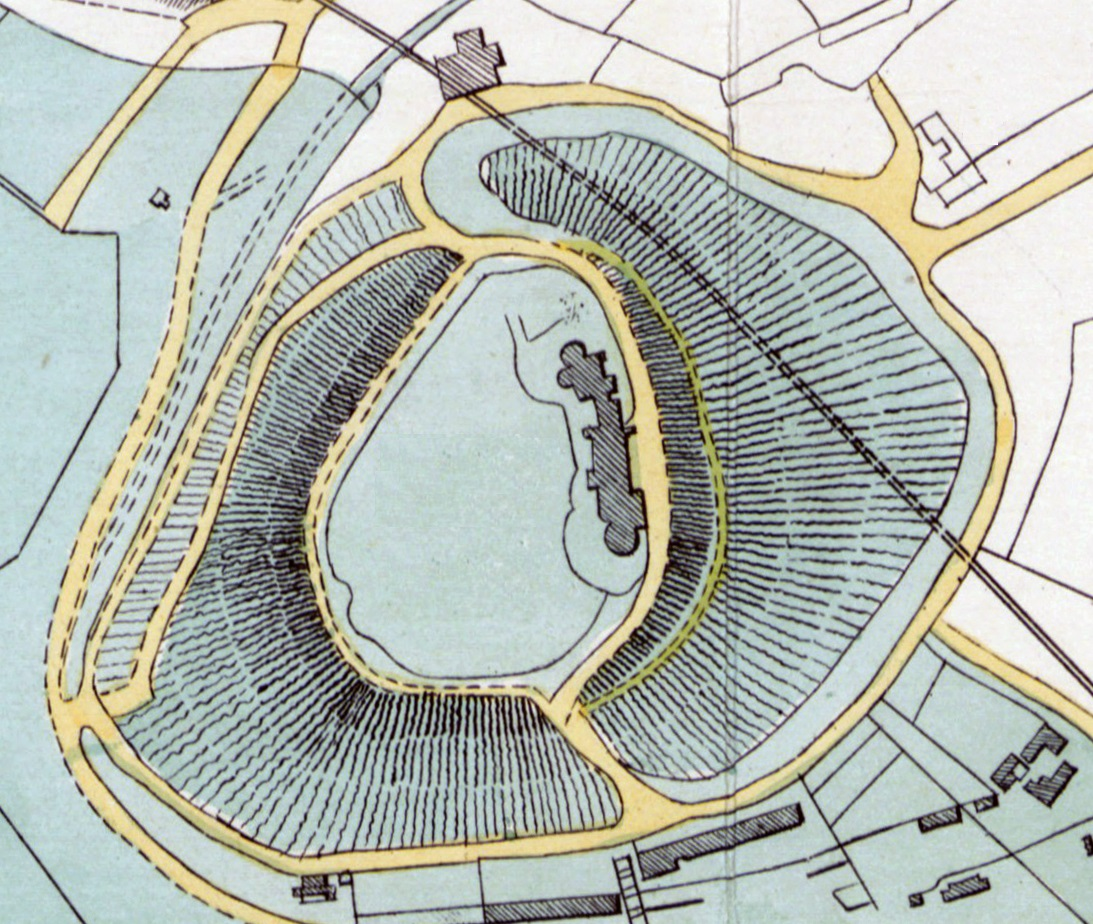
План замка на схеме 1883 года

Замок упоминается в книге знаменитой писательницы Джейн Остин «Нортенгерское аббатство», написанной в 1803 году.
В 1838 году земли, окружающие руины замка выкупил Джон Н. Тайли. В том же году он продал их Валентайну Личу, богатому торговцу из Девизеса. Тот решил построить на месте бывшей крепости жилую резиденцию. Проект подготовил Генри Гудридж, архитектор из Бата. Комплекс был характерным для викторианской эпохи асимметричным замком с зубчатыми стенами и башнями. Сооружение внешне представляло собой смесь неонормандского и неоготического стилей. Строительство началось в 1840 году. Северная башня включила в себя остатки кирпичной ветряной мельницы XVII века. Работы затянулись до 1860 года. Отделка залов и жилых помещений продолжалась ещё два десятка лет.
В 1858 были проведены первые раскопки на территории имения. Удалось установить место, где ранее располагался донжон. В 1860 году восстановили прежний ров, окружавший старую крепость.
В конце XIX века Девизес сменил нескольких собственников. В конце концов замок выкупил сэр Чарльз Рич. По его настоянию прежняя резиденция была частично перестроена.

### XX век

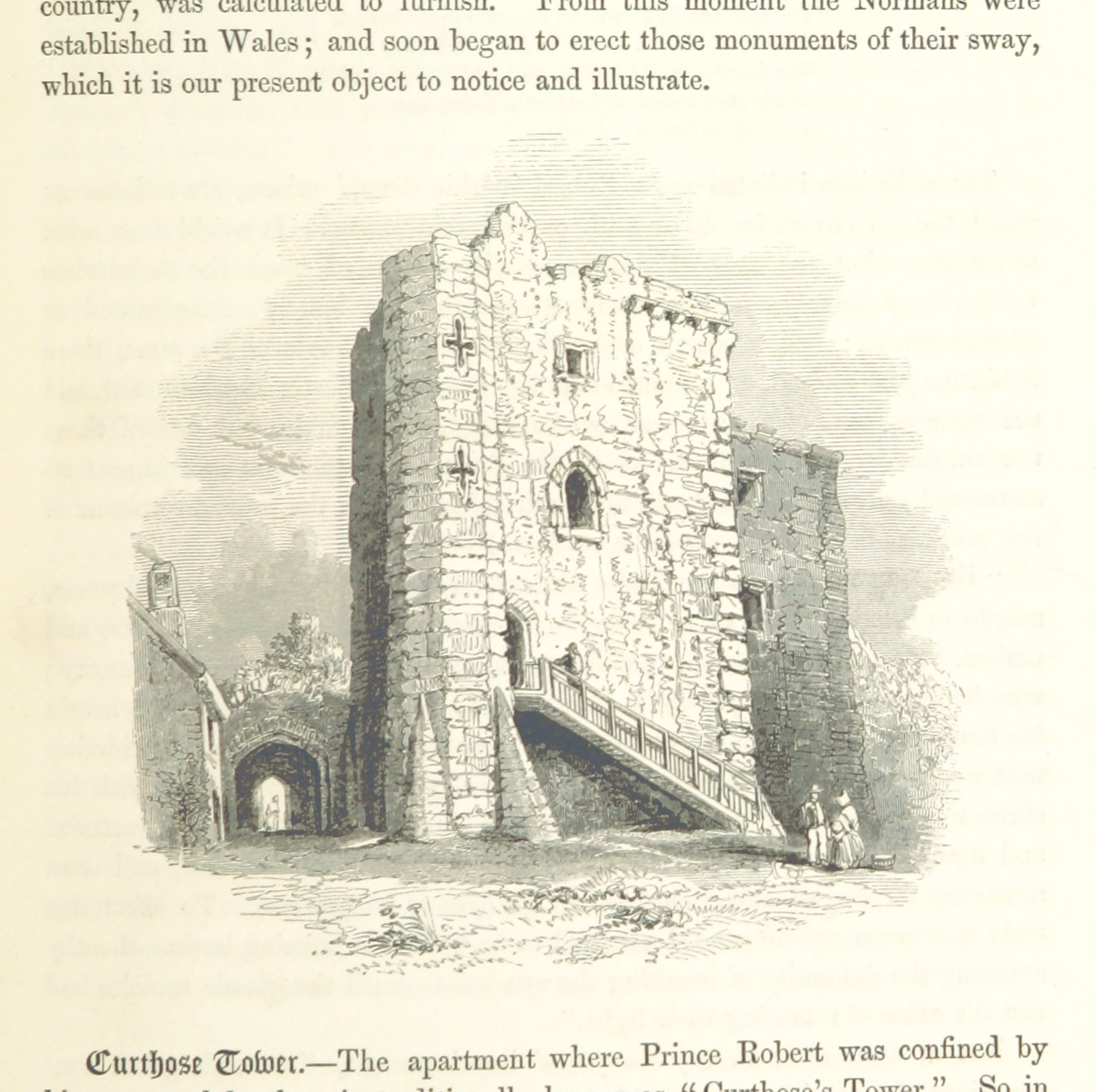
Замок на книжной иллюстрации

Чарльз Рич умер в 1913 году. Его наследники пытались приспособить замок для разных целей. Так, во время Первой мировой войны комплекс использовался как лагерь для содержания итальянских военнопленных.
После завершения Второй мировой войны собственники решили продать Девизес. В 1951 году он был выставлен на продажу двумя отдельными лотами: «Северная башня» и «Южная башня».
В начале 1950-х голов в замке проводились археологические раскопки. Были обнаружены многочисленные артефакты, относящиеся к разным эпохам существования замка.
Руины первоначального замка были признаны памятником архитектуры I степени в 1953 году.

### XXI век
К началу XXI века владельцем комплекса «Северная башня» являлся Эдвард Оуэн, а «Южной башни» — Марк Ловелл. В 2009 году появились сообщения, что весь замок приобрёл Джонатан Льюис. Однако уже через год он продал Девизес Джулии Демпстер. В марте 2019 года местная пресса рассказала, что новым хозяйкой замка стала Лаванда Ховард.

## Описание
Девизнес находится на небольшой возвышенности и окружён живописным парком. В 2018 году замок выставлялся на продажу и появились подробные сведения с его описанием. Общая площадь резиденции составляет 9117 квадратных футов. Внутри имеется девять спален (одна на первом, пять на втором, и две на третьем этажах, ещё одна в башне) и шесть ванных комнат. Площадь прилегающего участка достигает 2,4 акра. В замке сохранились несколько действующих каминов, дубовые полы и винтовые лестницы. В некоторых комнатах, включая гостиную и кабинет, богато декорированные потолки с позолоченными выступами. Имеется огромная кухня, отдельная столовая для завтрака, просторная приёмная, библиотека и длинная галерея.

## Известные заключённые
В разное время узниками замка успели побывать многие известные люди:
- Роберт Куртгёз (с 1106 года), старший сын Вильгельма Завоевателя;
- Изабелла Глостерская, вторая супруга короля Англии Иоанна Безземельного (в 1206 году).
- Граф Хьюберт де Бург (с 1232 года).

## Галерея

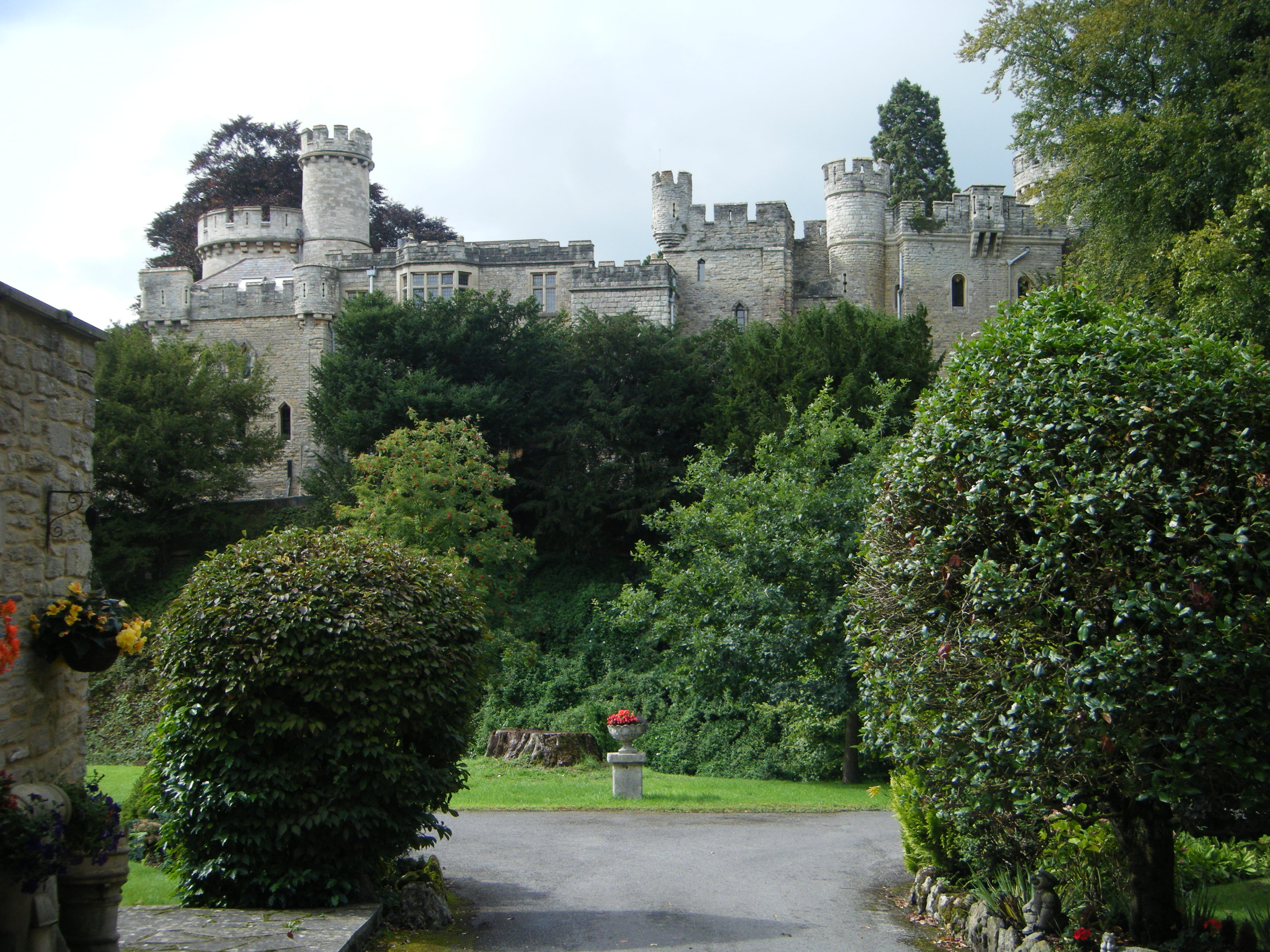
Общий вид замка
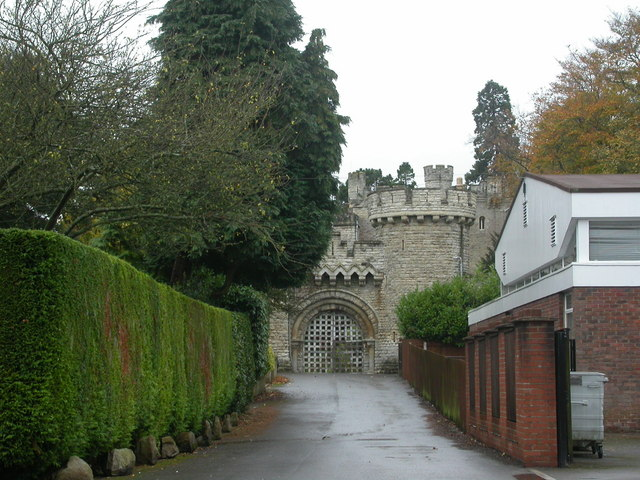
Аллея, ведущая к замку
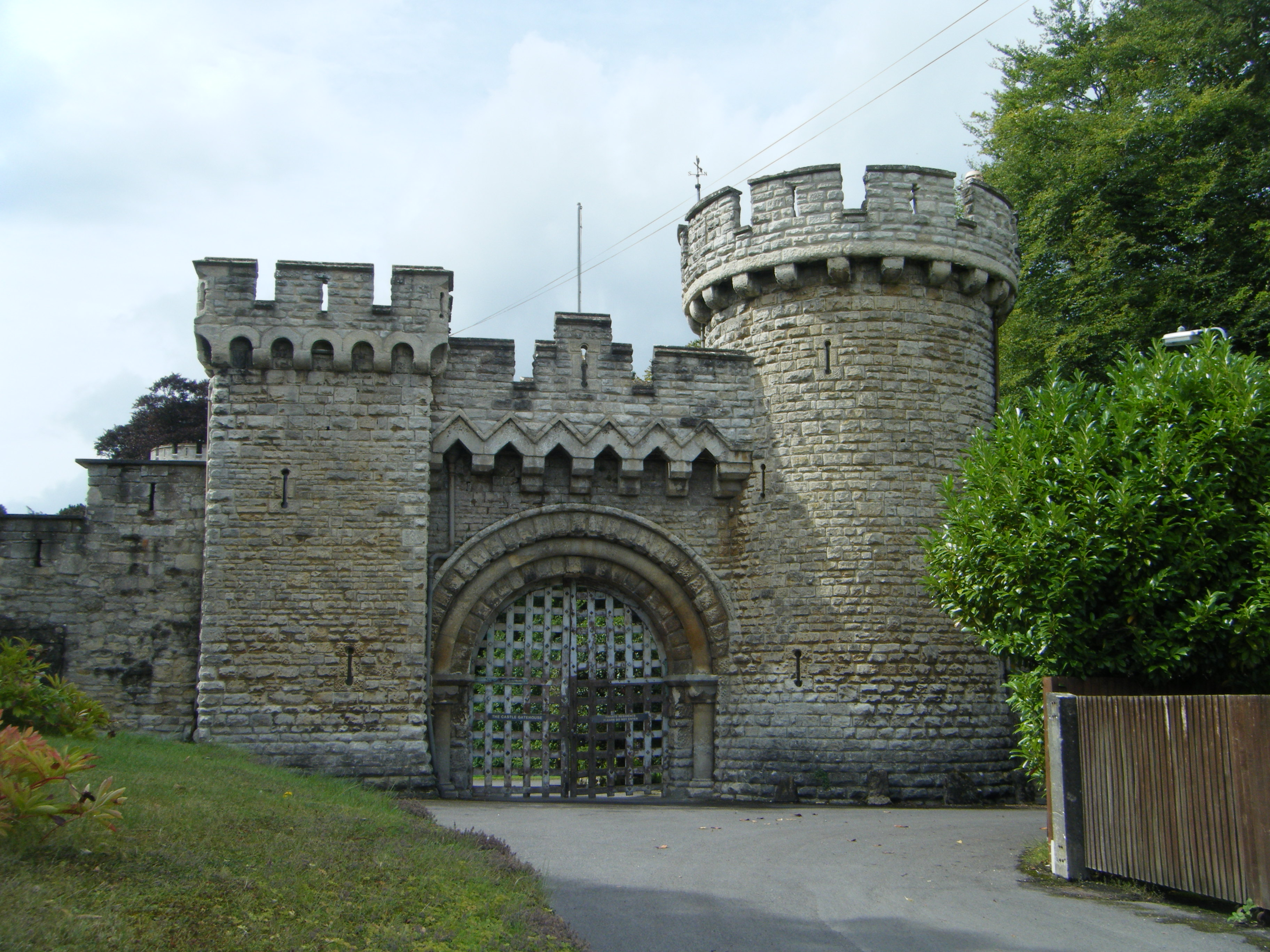
Ворота замка

## Примечание
1. ↑  Crittall, 2016.